# Іноземний суб'єкт господарської діяльності
Інозе́мні суб'є́кти господа́рської дія́льності — суб'єкти господарської діяльності, що проводять господарчу діяльність в одній країні, але мають постійне місцезнаходження або постійне місце проживання за її межами, створені та/або діють відповідно до законодавства іноземної держави, зокрема юридичні особи, суб'єкти господарської діяльності, що не мають статусу юридичної особи, об'єднання суб'єктів господарської діяльності, іноземні громадяни та особи без громадянства, які проводять господарську діяльність, а також громадяни цієї країни, що мають постійне місце проживання за її межами і провадять господарську діяльність. Узагальнено — нерезиденти, що провадять господарську діяльність.

## Види іноземних суб'єктів господарської діяльності
- Іноземні суб'єкти господарської діяльності — фізичні особи сплачують податки з доходів, джерела яких доступні їм на території країни, в якій вони фактично не проживають.
- Іноземні суб'єкти господарської діяльності — юридичні особи  — зареєстровані та здійснюють свою діяльність відповідно до іноземного законодавства, а на території цієї країни діють через представництва (місце управління діяльністю, яке не має статусу юридичної особи), при цьому їх прибуток, пов'язаний з представництвом, обкладається податком у загальному порядку.

Іноземні суб'єкти господарської діяльності підтверджують свій правовий статус витягом із торговельного, банківського або судового реєстру. Так, торговельні реєстри в Австрії, ФРН ведуть суди; у Швейцарії — суди та адміністративні органи. Витяг із спеціальної книги обліку містить необхідні відомості для зацікавлених суб'єктів, зокрема інформацію щодо назви фірми; виду товариства (правової форми); змісту діяльності; зазначення осіб, які відповідають за її діяльність, та осіб, які мають право підпису договорів, інших документів; інформацію про основний капітал.

## Іноземні суб'єкти господарської діяльності в Україні
Відповідно до чинного законодавства України (Закони України «Про зовнішньоекономічну діяльність» (959-12), «Про режим іноземного інвестування» (93/96-ВР), «Про правовий статус іноземців та осіб без громадянства» та ін.) іноземні громадяни, іноземні юридичні особи, а також міжнародні організації мають право відкривати свої представництва та здійснювати підприємницьку діяльність на території України. Постійне представництво нерезидента до початку своєї господарської діяльності стає на облік як платник податку на прибуток в податковому органі за своїм місцезнаходженням. Під місцезнаходженням постійного представництва розуміється фактичне місце здійснення господарської діяльності.
Іноземні суб'єкти господарської діяльності, що здійснюють зовнішньоекономічну діяльність на території України, також мають право на відкриття своїх представництв на території України. Реєстрацію зазначених представництв здійснює Міністерство економічного розвитку і торгівлі України протягом шістдесяти робочих днів з дня подання іноземним суб'єктом господарської діяльності документів на реєстрацію. Для реєстрації представництва іноземного суб'єкта господарської діяльності на території України необхідно подати: — заяву з проханням про реєстрацію представництва, яка складається у довільній формі; — виписку з торговельного (банківського) реєстру країни, де іноземний суб'єкт господарської діяльності має офіційно зареєстровану контору — довідку від банківської установи, в якій офіційно відкрито рахунок подавця; — довіреність на здійснення представницьких функцій, оформлену згідно з законом країни, де офіційно зареєстровано контору іноземного суб'єкта господарської діяльності.
Документи, зазначені вище, мають бути нотаріально засвідчені за місцем їх видачі і легалізовані належним чином в консульських установах, які представляють Україну, якщо міжнародними договорами України не передбачено інше. За реєстрацію представництв іноземних суб'єктів господарської діяльності з них стягується плата у розмірі, що встановлюється Кабінетом Міністрів України і який не повинен перевищувати фактичних витрат держави, пов'язаних з цією реєстрацією. За реєстрацію представництва необхідно сплатити державний збір у розмірі 2500 доларів США.
У разі відмови Міністерства зовнішніх економічних зв'язків і торгівлі України зареєструвати представництво іноземного суб'єкта господарської діяльності або неприйняття рішення з цього питання у встановлений шістдесятиденний строк, іноземний суб'єкт господарської діяльності може оскаржити таку відмову в судових органах України.
Забороняється вимагати від іноземного суб'єкта господарської діяльності повторної реєстрації (перереєстрації) раніше зареєстрованого представництва на території України. У разі зміни назви, юридичного статусу, юридичної адреси чи оголошення іноземного суб'єкта господарської діяльності неплатоспроможним або банкрутом його представництво на території України зобов'язане повідомити про це Міністерство зовнішніх економічних зв'язків і торгівлі України у семиденний строк.
Господарська, в тому числі зовнішньоекономічна діяльність іноземних суб'єктів господарської діяльності на території України, регулюється законами України щодо порядку здійснення іноземними особами господарської діяльності на території України. У разі, якщо зазначена діяльність пов'язана з іноземними інвестиціями, вона регулюється відповідними законами України.

## Припинення діяльності представництв іноземних компаній
Загальні підстави для ліквідації представництв іноземних компаній визначені в п. 15 Інструкції про порядок реєстрації представництв іноземних суб'єктів господарської діяльності в Україні, затвердженої наказом Мінфіну від 18.01.1996 року № 30:
- При ліквідації іноземної компанії, що має представництво на території України;
- У разі припинення угоди з іноземною державою, якщо представництво відкрито на підставі такої угоди, і це прямо передбачено положенням угоди;
- За рішенням іноземної компанії, яка відкрила представництво;
- При невиконанні іноземною компанією або її представництвом законодавства України (в судовому порядку).

Для ліквідації представництва необхідно зняти його з обліку в Мінекономрозвитку, фондів соціального страхування, в органах Пенсійного фонду, податкових органах та органах статистики. Також необхідно звільнити працівників представництва, знищити печатку та закрити банківські рахунки представництва.

## Виноски
1. ↑  Закон України «Про зовнішньоекономічну діяльність» сайт ВРУ
2. ↑  Закон України «Про режим іноземного інвестування» сайт ВРУ
3. ↑  Про правовий статус іноземців та осіб без громадянства: Верховна Рада України; Закон від 22.09.2011 № 3773-VI. Архів оригіналу за 23 травня 2017. Процитовано 19 листопада 2012.
4. ↑  Реєстрація представництва іноземної компанії в Україні. Архів оригіналу за 23 квітня 2014. Процитовано 7 серпня 2013.